# Jason Hu
Jason Hu (ur. 15 maja 1948) – tajwański polityk, minister spraw zagranicznych Republiki Chińskiej w latach 1997-1999.
Urodził się w Pekinie, jako dziecko uciekł wraz z rodzicami po przejęciu władzy w Chinach przez komunistów na Tajwan. Studiował stosunki międzynarodowe na uczelniach na Tajwanie, w USA i Wielkiej Brytanii, uzyskując bakalaureat na Narodowym Uniwersytecie Chengchi, magisterium na University of Southampton i doktorat na Oxford University. Po ukończeniu nauki przez pewien czas pracował jako wykładowca, następnie zaangażował się w działalność polityczną. W latach 1991–1996 pełnił funkcję dyrektora Rządowego Centrum Informacyjnego.
Od 1996 do 1997 roku był dyrektorem Biura Gospodarczego i Kulturalnego Tajpej w Waszyngtonie, nieoficjalnego przedstawicielstwa tajwańskiego w USA. W latach 1997–1999 pełnił urząd ministra spraw zagranicznych Republiki Chińskiej. W 2001 roku został wybrany burmistrzem Taizhongu. Pełnił tę funkcję przez ponad dekadę, uzyskując reelekcję w 2006 i 2010 roku. W 2014 roku przegrał jednak wybory z kandydatem DPP Lin Chia-lungiem. W latach 2014–2015 był wiceprzewodniczącym Kuomintangu.